# همپنل
همپنل (به انگلیسی: Hempnall) یک روستا و محله مدنی در بریتانیا است که در South Norfolk واقع شده‌است. همپنل ۱۴٫۸۲ کیلومتر مربع مساحت و ۱٬۲۹۲ نفر جمعیت دارد.